# Пенфлуридол
Пенфлуридол (Penfluridolum).
1-[4,4-Бис-(пара-фторфенил)-бутил]-4- [4-хлор-3-(трифторметил)-фенил]-4-пиперидинол
Синонимы: Семап, Fluridol, Longoran, Longoperidol, Micefal, Oraleptin, Semap.
Снят с продаж в России с 1999 года. В России синонимы (с тем же действующим веществом) не зарегистрированы.

## Общая информация
По структуре и действию близок к пимозиду. Оказывает пролонгированное нейролептическое действие, что объясняется медленным метаболизмом препарата. Эффект после разовой дозы сохраняется около недели, в то время как действие пимозида продолжается примерно 24 ч.
Назначают внутрь по 20—60 мг (иногда до 100 мг) раз в 5—7 дней (средняя доза 40—60 мг в неделю).
Имеется также препарат пролонгированного действия пенфлюридола деканоат.

## Противопоказания
Показания к применению и противопоказания в основном такие же, как для пимозида. Наиболее показан как средство для поддерживающей терапии у больных малопрогредиентной и вялотекущей шизофренией.

## Форма выпуска
Форма выпуска: таблетки по 0,02 г (20 мг) в упаковке по 12 штук.